# إدوارد رايموند أميس
إدوارد رايموند أميس (بالإنجليزية: Edward Raymond Ames)‏ هو قسيس ومدرس أمريكي، ولد في 20 مايو 1806 في أميسفيل في الولايات المتحدة، وتوفي في 15 مايو 1879 في بالتيمور في الولايات المتحدة.